# Bruno Fonseca
Bruno Fonseca (Nueva York, Estados Unidos, 1958 - Barcelona, España, 1994) fue un pintor y escultor estadounidense.
Hijo del escultor uruguayo Gonzalo Fonseca, estudió en las academias Dalton y Saint Ann. 
A los 18 años se mudó a Barcelona. Estudió seis años con Augusto Torres, hijo de Joaquín Torres García, maestro de su padre y fue influenciado por la obra del pintor mallorquín Miquel Barceló.
Regresó a Nueva York en 1993 donde expuso en renombradas galerías.
Su obra más importante son The War Murals (Los murales de la guerra), cuatro gigantescos trabajos realizados entre 1989 y 1993 inspirados en la violencia de esos años en Europa del Este, llevan por título: Tank, Fire, Timisoara y Bucarest. 
Casado con la artista Anke Blaue, murió en East Hampton a los 36 años como consecuencia de sida.
Hermano del pintor Caio Fonseca y la escritora Isabel Fonseca, quien escribió Bruno Fonseca: The Secret Life of Painting